# تشارلز سليد
تشارلز سليد هو سياسي أمريكي، ولد في 1797 في إنجلترا في المملكة المتحدة، وتوفي في 26 يوليو 1834 في فينسينس في الولايات المتحدة. نشط حزبياً في الحزب الديمقراطي. وقد انتخب عضو مجلس نواب إلينوي ‏ وانتخب عضو مجلس النواب الأمريكي ‏.